# Crkva sv. Ane u Gradcu
Crkva sv. Ane je katolička crkva u Gradcu kod Neuma u Bosni i Hercegovini. Godine 2004. proglašena je nacionalnim spomenikom Bosne i Hercegovine.

## Povijest
Crkva sv. Ane datira iz predturskoga razdoblja. U 15. stoljeću su je Turci srušili te su kasnije dozvolili obnovu koja je dovršena 1619. godine. Kao graditelj crkve se spominje fra Blaž Gračanin. Za vrijeme turskoga doba služila je kao crkva, ali i kao stan svećeniku. Obnovljena je ponovno 1926. prigodom obilježavanja tisućite godišnjice krunidbe kralja Tomislava. Darom Hercegovačke franjevačke provincije ponovo je obnovljena 1984. godine. U unutrašnjosti se nalazi kamena ploča postavljena prigodom obnove 1984. godine, a povodom obilježavanja tisućugodišnjice Trebinjske biskupije.

### Opis
Crkva je jednobrodna te pravokutnog tlocrta bez apside sa zvonikom na preslicu. Vanjske dimenzija crkve su oko 4,2×6,3 m, a unutarnje 2,7×4,7 m. Visina, mjerena od poda do tjemena svoda, iznosi oko 3,65 m. Zidovi su od klesanih i grubo obrađenih kamenih blokova vezanih žbukom debljine od oko 0,76 m.
Orijentirana je u smjeru istok-zapad, s ulazom sa zapada. Pokrivena je kamenim pločama s preklopom na sljemenu. Vrlo je vjerojatno da je zvonik sagrađen kasnije i nije poznato je li u njemu izvorno bilo zvono.

## Poveznice
- Gradac
- Crkva Uznesenja Blažene Djevice Marije u Gradcu

### Knjige
- Đerek, Ante. 2009. Sakralni objekti u župi Gradac.   Đerek, Ante; Matuško, Zoran; Puljić, Ivica (ur.). Župa Gradac. Župni ured Gradac. Gradac.
- Šutalo, Ivo. 2023. Nastanak i razvoj župa na području Trebinjsko-mrkanske biskupije i sakralni objekti po župama.   Puljić, Ivica; Marić, Marinko (ur.). Trebinjsko-mrkanska biskupija: Zbornik radova povodom obilježavanja 1000. obljetnice prvoga pisanog spomena Trebinjske biskupije i 700. obljetnice prvoga pisanog spomena Mrkanske biskupije. Trebinjsko-mrkanska biskupija. Mostar.

### Mrežna sjedišta
- Katolička crkva svete Ane u selu Gradac. Povjerenstvo za očuvanje nacionalnih spomenika BiH. Inačica izvorne stranice arhivirana 23. listopada 2017. Pristupljeno 23. listopada 2017.CS1 održavanje: bot: nepoznat status originalnog URL-a (link)